# Natalia Wiśniewska (gimnastyczka)
Natalia Wiśniewska (ur. 17 stycznia 2002 w Gdańsku) – polska gimnastyczka artystyczna, trzykrotna medalistka mistrzostw Polski.

## Kariera
W pierwszych międzynarodowych zawodach wystąpiła w 2016 roku podczas mistrzostw Europy w Holonie. W klasyfikacji drużynowej juniorek zajęła 15. pozycję. W składzie zespołu znalazły się również Wiktoria Mielec, Natalia Kulig i Weronika Berniak. W konkurencjach indywidualnych najlepiej spisała się w układzie w maczugami, zajmując 23. miejsce. Rok później wzięła udział na mistrzostwach Europy w Budapeszcie. W układach zbiorowych uplasowała się na 11. miejscu wśród 27 drużyn.
Dwa lata później na mistrzostwach Europy w Baku zajęła 36. miejsce w układzie z obręczą, co było jej najlepszym występem. W pozostałych konkurencjach zajmowała miejsca w piątej dziesiątce. 